# سافي كينغ
سافانا ماكنزي كينغ (من مواليد 7 فبراير 2005) هي لاعبة كرة قدم أمريكية محترفة تلعب في مركز الظهير الأيسر لفريق باي إف سي في الدوري الوطني لكرة القدم للسيدات (NWSL). لعبت كرة القدم الجامعية لفريق نورث كارولينا تار هيلز قبل أن يتم اختيارها في المرتبة الثانية بشكل عام من قبل باي إف سي في مسودة الدوري الوطني لكرة القدم للسيدات لعام 2024. مثلت الولايات المتحدة على مستوى تحت 17 عامًا وتحت 20 عامًا، وساعدت في الفوز بالميدالية البرونزية في كأس العالم للسيدات تحت 20 عامًا 2024.

## الأوسمة والجوائز
الولايات المتحدة تحت 17 سنة
- بطولة الكونكاكاف للسيدات تحت 17 سنة: 2022

الولايات المتحدة تحت 20 سنة
- بطولة الكونكاكاف للسيدات تحت 20 سنة: 2023
- كأس العالم للسيدات تحت 20 سنة الميدالية البرونزية: 2024

فردي
- فريق النجوم ثاني في مؤتمر ساحل المحيط الأطلسي: 2023
- فريق نجوم السنة الأولى في مؤتمر ساحل المحيط الأطلسي: 2023